# نلو پاتزافینی
نلو پاتزافینی (انگلیسی: Nello Pazzafini؛ ۱۵ مه ۱۹۳۳ – ۲۷ نوامبر ۱۹۹۷) بازیگر اهل ایتالیا بود. 
از فیلم‌هایی که وی در آن نقش داشته است، می‌توان به آن روز نفرین‌شدهٔ تسویه‌حساب، بن و چارلی، مشاور، هدیه، رو به جلو… حرکت!، نوجوان، شب‌های پرحرارت پوپیا، آتور شکست‌ناپذیر، فانتوتزی، به من میگن بولدوزر، جو موزفروش، جنجال در ریو، اسب تروآ، بمب‌افکن، سکس با لبخند، جووانونا شاسی‌بلند، اعترافات یک پلیس زن، فرانک بدجنس و تونی بی‌مخ، شنبه، یکشنبه و جمعه، سندیکا: مرگی در باند تبهکاران، جایی برای مردن پیدا کن، مردی با نگاه بسیار سرد و گوشه دنج اشاره کرد.